# Рагби лига
Рагби лига (енгл. rugby league football), или Рагби 13, је један од најпопуларнијих светских спортова, посебно у бившим британским колонијама. Поред рагби јуниона, то је друга главна варијанта рагбија. Рагби лига је тимски спорт и игра се са по 13 играча на обе стране. Терен је травнат и у облику правоугаоника. Игра се фул-контакт, а циљ је положити лопту у противнички есеј простор. Терен за игру је истих димензија као за фудбал или рагби 15. Оивичен је аут-линијом (по дужини) и есеј линијом (по ширини). На есеј-линији налазе се стативе у блику латиничног слова Х, а иза њих је простор гола (in-goal area), чија је друга граница линија мртве лопте (паралелно са есеј-линијом).
На сваких 10 метара обележавају се белом бојом попречне линије. Линије на 20 и 40 метара од есеј простора се опционо обележавају црвеном бојом. Разлог је тај што кад играч шутне лопту из својих 40 метара, а она удари у део терена који се налази у противничких 20 метара и изађе у аут, лопта припада екипи која је лопту избацила у аут. На тај начин вештим шутерима се даје прилика да своју екипу ослободе противничке одбране и стекне нових 6 напада. Међутим, иако врло интересантно, овакав развој догађаја веома се ретко деси у стварној утакмици, јер заиста ретко када једна екипа бива задржана у својих 40 метара током напада, а и сам такав шут је веома тешко извести. Уздужне линије се обележавају на 10 и 20 метара од аут-линије и то испрекидано преко уздужних. У професионалним лигама још се обележава и колико метара је која линија удаљена од есеја.
Рагби лига је настала 1895. године у Хадерсфилду, Јоркшир, Енглеска, као резултат одвајања Рагби фудбалске уније (RFU) по питању исплата играчима. Правила игре која је регулисала нова Северна рагби фудбалска унија прогресивно су се мењала од правила RFU са специфичним циљем да се произведе бржа и забавнија игра која ће се допасти гледаоцима, од чијих прихода зависи нова организација и њени чланови. Због свог контакта велике брзине, кардио издржљивости и минималне употребе заштите тела, рагби лига се сматра најтежим и најбруталнијим колизионим спортом на свету.

## Бодовање
Основни циљ игре је постићи више есеја од противничке екипе. Могуће је постићи есеј (4 поена), гол из претварања (2 поена), гол из казне (2 поена), дроп гол, тј. гол из поља (1 поен). Утакмица траје 80 минута (2 x 40 минута).
За постизање поена екипа има на располагању 6 напада. Један напад се завршава тако што играч екипе у поседу лопте бива оборен. Након петог обарања, екипа у нападу има прилику или да постигне есеј или шутне лопту према противнику (предаје им лопту по могућству, што даље од свог есеј простора). У случају да играчи у нападу буду оборени и шести пут, предају лопту противнику, који креће свој први напад са места где је играч оборен. Екипа која започиње напад након обарања изводи тзв. play-the-ball оборени играч устаје, спушта лопту на земљу и без паузе изводи, свом саиграчу који се налази иза њега, лопту ногом уназад. Лопта се у рагбију 13 додаје рукама уназад, а напред сме да се шутне ногом (у тренутку шута остали играчи морају бити иза играча који шутира лопту). 
Када се изводи горе споменути play-the-ball, одбрана се поставља на 10 метара од линије извођења. У простору између линије лопте и линије одбране, могу да се налазе највише два играча одбрамбене екипе (називају се маркери) и они, у принципу, служе да извођачи play-the-ball-a не крену одмах у освајање терена. 

## Обарање играча
Играча који носи лопту сме да обара неограничен број играча. Најчешће се обарање изводи два на један, ређе се дешава три на један или један на један. Два играча која су обарала, обично су они који касније као маркери остају у оном пољу од 10 метара између линије одбране и места на ком се изводи play-the-ball. У случају да трећи играч учествује у обарању, он се мора вратити 10 метара од места обарања. Због тога што одбрана треба да буде прилично далеко од места обарања, обично се они који не учествују у обарању повлаче и пре него што играч буде оборен.
Дозвољено је обарати играче свуда испод врата, најчешће један играч обара ниско , а други високо и при томе задрже мало на земљи играча кога оборе (највише три секунде) , да би се одбрана поставила на прописно растојање. У случају да га задрже дуже него што се толерише свира се казна и екипа која је до тада имала лопту почиње нови сет од 6 напада. 
У случају да је обарање један на један дозвољено је да играч одбране покуша да узме лопту од играча у нападу, али кад је обарање више на један то није дозвољено и суди се казна. 
Сваки тим почиње утакмицу, са по 17 играча. Од тога 13 играча се налази на терену, а 4 играча су измене и налазе се на клупи.
Због своје динамичности и захтевности, увек се искористе сва 4 играча који су почели утакмицу као измене.Тако да ипак на крају свих 17 играча одигра утакмицу. Тачније сваки тим има право на 6 измена (такозване летеће измене – не прекида се игра док се врши измена). Измена се може вршити само док ваш тим има нападачку иницијативу. 
Позиције
- Бр. 1 - Аријер (енг. Full Back)- Последњи човек одбране као и вођа исте (обично најбржи играч и најсигурнији обарач). У нападу се убацује у линију.
- Бр. 2 - (лево) Крило (енг. Left Wing Threequarter)- Стоје на крајевима терена (по ширини), обично брзи играчи
- Бр. 3 – (други) Центар (енг. Left Centre Threequarter)- Играју у линији (креативци) брзи играчи који умеју да користе и главу или барем имају довољно искуства.
- Бр. 4 – (први) Центар (енг. Right Centre Threequarter)- Играју у линији (креативци) брзи играчи који умеју да користе и главу или барем имају довољно искуства.
- Бр. 5 - (десно) Крило (енг. Right Wing Threequarter)- Стоје на крајевима терена (по ширини), обично брзи играчи
- Бр. 6 - Отварач (енг. Stand-Off Half or Five-Eighth)- Организатор игре (обично најискуснији играч) окретан, са добрим прегледом игре, битно да задржи чисту главу
- Бр. 7 - Деми (енг. Scrum Half)- Други организатор игре скоро исто као и отварач, с тим да он изводи у скраму.
- Бр. 8 - (први) Стуб (енг. Prop)- Највећи играчи играју на овој позицији, они треба само да се куцају, без много размишљања и креативности. Само право и без додавања лопти.
- Бр. 9 - Талонер (енг. Hooker)- Отвара игру, тј. изводи play-the-ball, један од организатора игре али са скрам тимом (скрам тим су стубови и чеп)
- Бр. 10 - (други) Стуб (енг. Front Row Forward)- Највећи играчи играју на овој позицији, они треба само да се куцају, без много размишљања и креативности. Само право и без додавања лопти.
- Бр. 11 – Друга линија (енг. Second Row Forward)- Играју у линији заједно са отварачем/демијем и центром, овде иду обично највиши играчи.
- Бр. 12 - Друга линија (енг. Second Row Forward)- Играју у линији заједно са отварачем/демијем и центром, овде иду обично највиши играчи.
- Бр. 13 - Чеп (енг. Lock Forward, Loose forward)- Обично искусан играч који је поред аријера вођа одбране, он може да буде свуда где је потребан, да се куца уместо стубова, да улази у линију, диже лопту из скрама, итд.

## Мали речник рагби лиге
- енгл.  – кад се изврши обарање играча, он треба да устане окренут лицем ка противнику, да спусти лопту лагано на земљу и лагано је ногом закотрља уназад, док други његов саиграч стоји иза њега чекајући ту лопту. За то време одбрана се повлачи 10 метара, с тим да 2 играча стају у маркере (испред обореног играча).

- МАРКЕРИ - су играчи који су обично извршили обарање и који устају са обореног играча и у истој линији са обореним играчем стају лицем окренути ка њему један иза другог чекајући да изведе лопту, кад могу да почну да се крећу.

- БОДИЧЕК (енгл. BODY CHECK) - је врста обарања, више личи на укуцавање у човека са лоптом раменом и руком која се држи уз тело до тренутка контакта када се извршава ударац (рука се што јаче од рамена до лакта подиже ка горе тј. ударац у човека).

- СКРАМ – је начин извођења лопте, противник при извођењу не сме да је одузима (као што сме у Рагбију XV). Ту се "mele" обе екипе склапа у скрам. To је 6 играча, док још један играч убацује у скрам и изводи је из скрама. Овде одбрана стаје на 5 метара од скрама. Чине га играчи са бројевима од 8 до 13 (стубови, талонер, друга линија и чеп).

- ЕСЕЈ - врста поготка, као touchdown у америчком фудбалу. На крајевима терена постоје "есеј зоне", простиру се целом ширином терена, a дуге су приближно 10 метара. Поента је да нападачки тим спусти лопту на земљу у противничкој есеј зони. Есеј вреди 4 поена.

- ПРЕТВАРАЊЕ - оно услеђује након постигнутог есеја, то је шут на гол (који је у облику латиничног слова Х), шутира се са места где је постигнут есеј, с тим да играч који шутира сме да удаљи лопту од есеј зоне колико жели. Због тога је пожељно давати есеје што ближе средини терена. Такође, шут из казне (казна може настати из различитих ствари), ако се исто претвори (да гол) вреди 2 поена.

- енгл.  - то је шут који изгледа тако што се лопта испусти и прво мора да додирне земљу па тек онда да се шутне. Наравно играчи усавршавају овај шут тако да шут и додир лопте са земљом буде у истом тренутку. Он се изводи у свакаквим ситуацијама али ако се изведе у току активне игре/напада и да се гол, онда то вреди један поен.

## Земље у којима се игра Рагби лига
- Аустралија
- Кукова Острва
- Енглеска
- Фиџи
- Француска
- Нови Зеланд
- Папуа Нова Гвинеја
- Русија
- Самоа
- Јужна Африка
- Тонга
- Америчка Самоа
- Аргентина
- Аустрија
- Канада
- Чешка
- Естонија
- Немачка
- Грчка
- Ирска
- Италија
- Обала Слоноваче
- Јамајка
- Јапан
- Либан
- Малта
- Мароко
- Холандија
- Нова Каледонија
- Нијуе
- Норвешка
- Шкотска
- Србија
- Шведска
- Токелау
- Тувалу
- Сједињене Америчке Државе
- Велс